# Ẩ
Ẩ (minuscule : ẩ), appelé A accent circonflexe crochet en chef, est une lettre latine utilisée dans l’écriture du vietnamien.
Il s’agit de la lettre A diacritée d’un accent circonflexe et d’un crochet en chef.

## Utilisation
En vietnamien, le A circonflexe ‹ Â, â › représente la voyelle /ə/ et le crochet en chef indique un ton moyen tombant-montant.

## Représentations informatiques
Le A accent circonflexe crochet en chef peut être représenté avec les caractères Unicode suivants : 
- précomposé (latin étendu additionnel)[1] :

| formes    | représentations | chaînes de caractères | points de code | descriptions                                                    |
| --------- | --------------- | --------------------- | -------------- | --------------------------------------------------------------- |
| capitale  | Ẩ               | Ẩ                     | U+1EA8         | lettre majuscule latine a accent circonflexe et crochet en chef |
| minuscule | ẩ               | ẩ                     | U+1EA9         | lettre minuscule latine a accent circonflexe et crochet en chef |

- décomposé et normalisé NFD (latin de base, diacritiques) :

| formes    | représentations | chaînes de caractères | points de code       | descriptions                                                                         |
| --------- | --------------- | --------------------- | -------------------- | ------------------------------------------------------------------------------------ |
| capitale  | Ẩ               | A◌̂◌̉                   | U+0041 U+0302 U+0309 | lettre majuscule latine a diacritique accent circonflexe diacritique crochet en chef |
| minuscule | ẩ               | a◌̂◌̉                   | U+0061 U+0302 U+0309 | lettre minuscule latine a diacritique accent circonflexe diacritique crochet en chef |

Il peut aussi être représenté dans des anciens codages
- VISCII :
  - capitale Ẩ : 86
  - minuscule ẩ : A6